# Diafenthiuron
Diafenthiuron ist eine chemische Verbindung aus der Gruppe der Thioharnstoffe. Sie wurde 1990 von Ciba-Geigy als Insektizid und Akarizid eingeführt.

## Gewinnung und Darstellung
Diafenthiuron kann durch Reaktion von Phenol mit 2,6-Diisopropyl-4-chloranilin, Thiophosgen und tert-Butylamin gewonnen werden.

## Eigenschaften
Diafenthiuron ist ein farbloser Feststoff, der unlöslich in Wasser ist. Laut der Europäischen Chemikalienagentur ist dieser Stoff beim Einatmen giftig, ist sehr giftig für das Wasserleben mit lang anhaltenden Auswirkungen und kann durch längere oder wiederholte Exposition Organe schädigen.

## Verwendung

Strukturformel der Carbodiimid-Form von Diafenthiuron

Diafenthiuron wird im Baumwoll- und Gemüseanbau gegen saugende Insekten verwendet. Die Wirkung beruht auf der Hemmung der ATP-Synthese.
Diafenthiuron selbst ist ein Propestizid, welches in der Pflanze in die aktive Carbodiimid-Form umgewandelt wird.

## Zulassung
In der Europäischen Union ist Diafenthiuron mit der Verordnung (EG) Nr. 2076/2002 vom 20. November 2002 nicht in den Anhang I der Richtlinie 91/414/EWG aufgenommen worden. Daher dürfen in den Staaten der EU keine Pflanzenschutzmittel mehr zugelassen werden, die Diafenthiuron enthalten. Seit 2009 sind auch in der Schweiz keine Pflanzenschutzmittel mehr mit diesem Wirkstoff zugelassen. Trotz der Schädlichkeit des Wirkstoffes wird das Mittel Polo immer noch außerhalb der EU vertrieben. Der Bundesrat wollte die Ausfuhren 2018 nicht verbieten und sah eher eine Lösung, welche eine Zustimmung des importierenden Staats verlangt, analog der EU. Ab 2021 ist der Export von Diafenthiuron aus der Schweiz jedoch verboten.
2017 hat Syngenta 126,5 Tonnen davon aus der Schweiz ausgeführt, 75 Tonnen davon nach Indien. Dort war es laut Recherchen der Nichtregierungsorganisation Public Eye im selben Jahr verantwortlich für eine Vergiftungswelle mit etwa 800 Betroffenen, davon 20 Toten.